# Ortrand
Ortrand település Németországban, azon belül Brandenburgban. Lakosainak száma 2021 fő (2023. december 31.). Ortrand Kroppen és Frauendorf községekkel határos.

## Népesség
A település népességének változása:
| Lakosok száma | 2507 | 2138 | 2067 | 2054 | 2057 | 2021 |
|               | 2010 | 2017 | 2019 | 2021 | 2022 | 2023 |